# Heliconia sanctae-martae
Heliconia sanctae-martae är en enhjärtbladig växtart som beskrevs av Bengt Lennart Andersson. Heliconia sanctae-martae ingår i släktet Heliconia och familjen Heliconiaceae. Inga underarter finns listade.